# Hibiscus caerulescens
Hibiscus caerulescens là một loài thực vật có hoa trong họ Cẩm quỳ. Loài này được Baill. mô tả khoa học đầu tiên năm 1885.